# Saxicola macrorhynchus
Saxicola macrorhynchus е вид птица от семейство Muscicapidae. Видът е световно застрашен, със статут Уязвим.

## Разпространение
Видът е разпространен в Индия.